# Škoda 05T

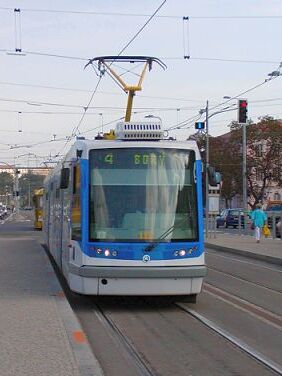
Прототип трамвая в Пльзене

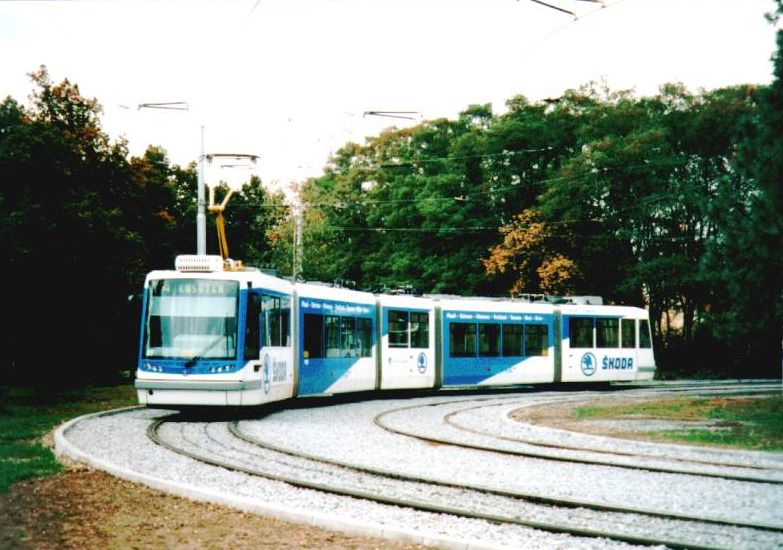
Прототип трамвая в Пльзене

Škoda 05T («Вектра») — опытный образец трамвая, построенный в 2003 году предприятием Škoda Holding в Чехии.
Единственный экземпляр с номером 122 эксплуатировался в Пльзене.

## Конструкция
Šкода 05Т — это пятисекционный низкопольный односторонний трамвай. Кузов опирается на три колёсные тележки. Полная длина трамвая 32 м, и это самый длинный трамвай, построенный в Чехии. Вместимость салона — 330 пассажиров.
«Вектра» создана на основе трёхсекционного трамвая Škoda 03T. Она отличается от предшественника количеством пассажиров, двигателями и дизайном кузова.
На этой модели были отработаны новые решения, применённые затем в очередных пятисекционных трамваях фирмы «Škoda» (в том числе Škoda 14T, предназначенном для Праги и Škoda 16T для Вроцлава).